# Oblaka
Oblaka (in russo Облака?) è un singolo della cantante ucraina Loboda, pubblicato il 15 gennaio 2012 su etichetta discografica Loboda M'juzik. Gli autori della canzone erano Marina Barinova e la stessa cantante. La composizione è stata registrata negli Stati Uniti e pubblicata alla vigilia del nuovo programma di concerti di Loboda chiamato Načalo. La canzone ha avuto un grande successo in Ucraina, raggiungendo la vetta delle classifiche locali.

## Video musicale
Il video musicale della canzone è stato girato alla fine di gennaio 2012 nelle zone periferiche di Miami. Il regista e cameraman del film era Vladimir Škljarevskij. Contemporaneamente al video di Oblaka, è stato girato un cortometraggio Ženščina prestupnica. Il leitmotiv era un'opera del XIX secolo intitolata La donna criminale dell'autore italiano dello psichiatra carcerario Cesare Lombroso, che svela il tema di un crimine motivato dalla passione.

## Tracce
Testi e musiche di Loboda e Marina Barinova.
Download digitale
1. Oblaka – 3:39

## Classifiche

### Classifiche settimanali
| Classifica (2012) | Posizione massima |
| ----------------- | ----------------- |
| Ucraina           | 1                 |

### Classifiche di fine anno
| Classifica (2012) | Posizione |
| ----------------- | --------- |
| Ucraina           | 2         |